# Eutelia arnoldi
Eutelia arnoldi är en fjärilsart som beskrevs av Arnold Pagenstecher 1885. Eutelia arnoldi ingår i släktet Eutelia och familjen nattflyn. Inga underarter finns listade i Catalogue of Life.